# Irving Babbitt
Irving Babbitt (Dayton, 2 agosto 1865 – Cambridge, 15 luglio 1933) è stato un critico letterario, giornalista e docente statunitense, fondatore del movimento filosofico e letterario noto come "Nuovo umanesimo".

## Biografia
Irving Babbitt nacque a Dayton, nell'Ohio, il 2 agosto 1865,figlio del medico Edwin Dwight e di Augusta Darling, che morì quando lui aveva undici anni.
Fu il leader, assieme a Paul Elmer More, del movimento filosofico e letterario noto come "Nuovo umanesimo" o "Neo-umanesimo",che ebbe una certa influenza sugli studenti americani negli anni intorno alla prima guerra mondiale.
Importante fu l'impegno di Babbitt per rinnovare e ringiovanire la cultura, contro ogni accademismo chiuso e arido e a favore di una letteratura che fosse portatrice anche di grandi idee.
Babbitt studiò all'Università di Harvard e alla Sorbona di Parigi e insegnò letteratura francese e comparata ad Harvard dal 1894 fino alla sua morte.
Insegnante vigoroso, docente e saggista brillante, Babbitt non apprezzava sia il romanticismo sia le sue diramazioni, il realismo e il naturalismo; invece, ha sostenuto le virtù classiche di moderazione, la moralità, l'autocontrollo, la ragione disciplinata, separate dall'ideologia politica e materialistica contemporanea e focalizzati su valori conservatori universali.
Tra i suoi primi allievi e seguaci si possono menzionare Thomas Stearns Eliot e George Santayana, che però in un secondo tempo si allontanarono parzialmente dal suo pensiero; il suo maggiore avversario era Henry Louis Mencken, e ricevette critiche anche da Ernest Hemingway, Edmund Wilson, Sinclair Lewis.
Uno dei motivi per cui Babbitt non ha ottenuto ancora una grande fama  è che le sue dottrine fondamentali erano controcorrente rispetto a quelle intellettuali contemporanee. Ad esempio, nell'estetica, Babbitt sostenne che le varie dottrine dell'arte per l'arte sono cieche al fine ultimo dell'arte e quindi le grandi opere della creatività non sono tali in virtù della loro intuitiva coerenza, ma in virtù della qualità morale dell'esperienza che trasmettono.Molte delle idee di Benedetto Croce corrispondono o corrono parallele a quelle di Babbitt, soprattutto le idee riguardanti l'estetica.
Babbitt dimostrò con i suoi scritti di possedere un'acuta penetrazione e una fervida passione ed estese le sue opinioni oltre la critica letteraria: La letteratura e l'American College (Literature and the American College, 1908), nel quale criticò la vocazione nell'istruzione e auspicò un ritorno allo studio e alla diffusione delle letterature classiche; Il nuovo Laocoonte (The New Laokoön, 1910), incentrato sulle influenze non benefiche nelle arti a causa dal romanticismo e le debolezze delle concezioni moderne artistiche; I maestri della moderna critica francese (The Masters of Modern French Criticism, 1912); Rousseau e il Romanticismo (Rousseau and Romanticism, 1919), basato sulle critiche delle conseguenze del pensiero di Jean-Jacques Rousseau presenti nel XX secolo; Democrazia e Leadership (Democracy and Leadership, 1924), in cui analizzò problemi sociali e politici; Essere creativi (On Being Creative, 1932), dove paragonò il concetto romantico di spontaneità contrario alle teorie classiche dell'imitazione, furono le sue opere principali.
Il moralismo di Babbitt si rivelò una miscela di principi etici e religiosi, ispirati dalla tradizione ellenica, come dal confucianesimo e dal buddhismo. Inoltre in Babbitt era presente una scarsa considerazione per l'arte moderna, e questo fatto limitò i suoi rapporti con la letteratura come fenomeno vivo e attuale.
Ha sposato una sua ex studentessa, Dora May Drew, nel 1900, con la quale ebbe due figli. Nel 1926 fu nominato membro corrispondente dell'Istituto di Francia. Nel 1930 fu eletto all'American Academy of Arts and Sciences e nel 1932 ricevette una laurea ad honorem dal Bowdoin College.

## Opere
- La letteratura e l'American College (Literature and the American College, 1908);
- Il nuovo Laocoonte (The New Laokoön, 1910)
- I maestri della moderna critica francese (The Masters of Modern French Criticism, 1912);
- Rousseau e il Romanticismo (Rousseau and Romanticism, 1919);
- Democrazia e Leadership (Democracy and Leadership, 1924);
- Essere creativi (On Being Creative, 1932).